# كولن كيد
كولن كيد (بالإنجليزية: Colin Kidd)‏ هو مؤرخ بريطاني، ولد في 1964.